# اينوش كاجابا
إينوش إيرغابا كاغابا (بالإنجليزية: Enos Kagaba)‏، ( ولد عام 1954 في ولاية كيبوي) هو رجل أعمال رواندي، اعتقل في عام 2001 في مطار مينيابوليس في الولايات المتحدة الأمريكية بتهمة التورط في جرائم الإبادة الجماعية في رواندا.

## اعتقال
وقد اتُهم في البداية بالاحتيال ومحاولة دخول البلاد بهوية مزورة، وعندما علمت وحدة حقوق الإنسان والسلامة العامة التابعة لوكالة إنفاذ قوانين الهجرة والجمارك بالولايات المتحدة بوجود أمر اعتقال دولي صادر بحقه من رواندا، أضافت إلى التهم الموجهة إليه تهمة الشاركة في جرائم إبادة جماعية وأصدرت امرا بترحيله.
كان هذا هو أول حادثة طرد من الولايات المتحدة على أرضية تهمة جرائم الإبادة الجماعية، حيث ستخدمت الولايات المتحدة المادة 2340a من القانون الفدرالي 18 المتعلق بجرائم التعذيب لإقامة الدعوى على كاغابا، حيث يسمح هذا القانون بملاحقة المشبوع سواء كان مواطنا أمريكيا أو متواجدا في الولايات المتحدة، وبصرف النظر عن كون ضحاياه مواطنين أمريكيين أو لا. في يناير 2003 حُكم ببراءته من تهم الإبادة الجماعية، ولكن رُفض طلبه للجوء السياسي في عدة جلسات قضائية، كان أخرها في نوفمبر 2004، حيث أتيحت له مغادرة البلاد إلى زامبيا، التي قدم إليها محاميه رامزي كلارك أوراق الحصول على التأشيرة، وظل قيد الاحتجاز انتظارا لإذن السفر. في 20 أبريل 2005 رُحل عنوة من الولايات المتحدة، وسلمته دائرة الهجرة الأمريكية إلى السلطات في كيغالي.

## محاكم جاكاكا
في أكتوبر 2011 حُكم عليه بالسجن مدى الحياة لدوره الهام في الإبادة الجماعية في رواندا 